# Escala BBCH
L'Escala BBCH és una escala d'intervals utilitzada en la fenologia per identificar els estadis de desenvolupament d'una planta.
BBCH prové de l'alemany per "Biologische Bundesanstalt, Bundessortenamt und CHemische Industrie". També es diu que aquestes lletres corresponen a les quatre empreses que van patrocinar inicialment el seu desenvolupament; Bayer, BASF, Ciba-Geigy i Hoechst.
S'han desenvolupat sèries de l'escala BBCH per a diverses plantes conreades. Els estadis fenològics de les plantes es fan servir en un gran nombre de disciplines científiques (fisiologia vegetal, fitopatologia, entomologia i la millora vegetal) i en la indústria agrícola (moment d'aplicació de plaguicides, fertilització, assegurances agrícoles). L'escala BBCH utilitza un sistema de codi decimal, subdividit entre estadis principals i secundaris, i està basat en el sistema per a cereals (escala de Zadoks) desenvolupat per Zadoks